# La Historia (álbum de Ricky Martin)
La Historia é a primeira coletânea musical do cantor e compositor porto-riquenho Ricky Martin, lançada em 27 de fevereiro de 2001, pela Sony Discos e Columbia Records.
O álbum é uma compilação de sucessos intitulada que inclui suas canções mais populares cantadas em espanhol, bem como a primeira inclusão em um álbum da faixa "Sólo quiero loving You", versão em espanhol de "Nobody Wants to Be Lonely", que havia sido incluída no single da canção.
A lista de faixas traz canções vêm dos quatro álbuns lançados entre 1995 e 2000, a saber: A Medio Vivir (1995), Vuelve (1998), Ricky Martin (1999) e Sound Loaded (2000). Nenhuma faixa dos dois primeiros álbuns do cantor, Ricky Martin (1991) e Me Amaras (1993), foi incluída.
Entre os sucessos destacam-se "María", "Vuelve", "Bella", "La Bomba", "Livin" la vida loca", "La copa de la vida" "She Bangs" em espanhol. O CD inclui novas versões de "El Amor de Mi Vida" e "Fuego contra fuego", que foram regravadas especialmente para este disco. O álbum de vídeo inclui os videoclipes de treze das faixas do CD.

## Recepção crítica
A recepção da crítica especializada em música foi favorável. Em sua resenha para o site AllMusic, Heather Phares escreveu que La Historia "tentou direcionar os fãs de volta para o que os atraiu [em Ricky Martin] em primeiro lugar: sua voz e sensualidade latente". Ele avaliou com quatro estrelas de cinco e finalizou escrevendo que "Para todos os seus fãs, La Historia serve como um lembrete bem-vindo - ou uma introdução a - alguns dos melhores momentos de Ricky Martin". A edição de 2004 do The New Rolling Stone Album Guide, o avaliou com duas estrelas de cinco.
Em relação a premiações, foi indicado ao prêmio Álbum Latino de Greatest Hits do Ano no Billboard Latin Music Awards de 2002, mas perdeu para Historia de un Ídolo, Vol. 1, de Vicente Fernández.

## Desempenho comercial
Comercialmente, tornou-se mais um sucesso na carreira do cantor. Nos Estados Unidos, ficou na primeira posição por cinco semanas na parada Billboard Top Latin Albums e chegou à posição oitenta e três na Billboard 200. De acordo com a Nielsen Soundscan, entre as lojas nas quais ela contabilizava vendas, 220,000 cópias foram vendidas até 28 de janeiro de 2011. A Recording Industry Association of America (RIAA) o certificou como disco quádruplo de platina (Latin) por atingir 400 mil cópias vendidas nos Estados Unidos.
Em outros países, alcançou o topo da parada na Argentina e na Suécia, e recebeu certificado de platina em ambos os países. Também foi certificado como disco de ouro na Espanha, onde chegou a posição de número treze na parada musical nacional. Ainda alcançou o número dezesseis na Itália, número vinte e três na Suíça e número trinta e sete no Japão.

## Lista de faixas
Créditos adaptados dos encartes do CD e do DVD La Historia.
| La Historia – Edição padrão |                                         |                                                                           |                                                          |         |  |
| N.º                         | Título                                  | Compositor(es)                                                            | Produtor(es)                                             | Duração |  |
| 1.                          | "María" (Spanglish Radio Edit)          | Ian Blake Luis Gómez Escolar K. C. Porter                                 | Porter Blake Pablo Flores Javier Garza                   | 4:31    |  |
| 2.                          | "Vuelve"                                | Franco De Vita                                                            | Porter Robi Draco Rosa                                   | 5:09    |  |
| 3.                          | "Bella" (She's All I Ever Had)          | Rosa George Noriega Jon Secada Escolar                                    | Secada Noriega Rosa Emilio Estefan Jr. Walter Afanasieff | 4:57    |  |
| 4.                          | "La Bomba"                              | Rosa Porter Escolar                                                       | Porter Rosa                                              | 4:37    |  |
| 5.                          | "A Medio Vivir"                         | Vita                                                                      | Porter Blake                                             | 4:43    |  |
| 6.                          | "Perdido Sin Ti"                        | Rosa Porter Escolar                                                       | Porter Rosa                                              | 4:10    |  |
| 7.                          | "Livin' la Vida Loca" (Spanish Version) | Rosa Desmond Child Escolar                                                | Child Rosa                                               | 4:05    |  |
| 8.                          | "Volverás"                              | Blake Porter Escolar Ricky Martin                                         | Porter Blake                                             | 4:49    |  |
| 9.                          | "La Copa de la Vida"                    | Rosa Child Escolar                                                        | Child Rosa                                               | 4:30    |  |
| 10.                         | "Fuego de Noche, Nieve de Día"          | Blake Porter Escolar                                                      | Porter Blake                                             | 5:36    |  |
| 11.                         | "She Bangs" (Spanish Version)           | Rosa Afanasieff Child Glenn Monroig Julia Sierra Daniel López             | Rosa Afanasieff Child                                    | 4:37    |  |
| 12.                         | "Bombón de Azúcar"                      | Mark Kilpatrick Gustavo Laureano Carlos Figueroa John Lengel Carlos Rolón | Porter Blake                                             | 4:59    |  |
| 13.                         | "Fuego Contra Fuego" (New Version)      | Mariano Pérez Carlos Gómez                                                | Tommy Torres López                                       | 4:27    |  |
| 14.                         | "Te Extraño, Te Olvido, Te Amo"         | Carlos Lara                                                               | Porter Blake                                             | 4:39    |  |
| 15.                         | "Por Arriba, Por Abajo"                 | Rosa Escolar César Lemos Karla Aponte                                     | Porter Rosa                                              | 3:08    |  |
| 16.                         | "El Amor de Mi Vida" (New Version)      | Eddie Sierra                                                              | Torres López                                             | 3:58    |  |
| Duração total:              | Duração total:                          | Duração total:                                                            | Duração total:                                           | 72:35   |  |

| La Historia – Faixa bônus da edição estadunidense e japonesa |                                                               |                                            |                |         |  |
| N.º                                                          | Título                                                        | Compositor(es)                             | Produtor(es)   | Duração |  |
| 17.                                                          | "Sólo Quiero Amarte" (Nobody Wants to Be Lonely) (Radio Edit) | Child Victoria Shaw Gary Burr Martin López | Child          | 3:59    |  |
| Duração total:                                               | Duração total:                                                | Duração total:                             | Duração total: | 76:13   |  |

| La Historia – DVD |                                         |         |  |
| N.º               | Título                                  | Duração |  |
| 1.                | "María" (Spanglish Radio Edit)          |         |  |
| 2.                | "Te Extraño, Te Olvido, Te Amo"         |         |  |
| 3.                | "Fuego de Noche, Nieve de Día"          |         |  |
| 4.                | "Volverás"                              |         |  |
| 5.                | "Vuelve"                                |         |  |
| 6.                | "La Copa de la Vida"                    |         |  |
| 7.                | "La Bomba"                              |         |  |
| 8.                | "Por Arriba, Por Abajo"                 |         |  |
| 9.                | "Perdido Sin Tí"                        |         |  |
| 10.               | "Livin' la Vida Loca" (Spanish Version) |         |  |
| 11.               | "Bella"                                 |         |  |
| 12.               | "She Bangs" (Spanish Version)           |         |  |
| 13.               | "Sólo Quiero Amarte"                    |         |  |

## Desempenho nas tabelas musicais
| País/Parada (2000)                          | Melhor posição |
| ------------------------------------------- | -------------- |
| Argentina (CAPIF)                           | 1              |
| Espanha (PROMUSICAE)                        | 13             |
| Estados Unidos (Billboard 200)              | 83             |
| Estados Unidos (Billboard Top Latin Albums) | 1              |
| Estados Unidos (Billboard Latin Pop Albums) | 1              |
| Itália (FIMI)                               | 16             |
| Itália (Hit Parade)                         | 27             |
| Japão (Oricon)                              | 37             |
| Suécia (Sverigetopplistan)                  | 1              |
| Suíça (Schweizer Hitparade)                 | 23             |
| União Europeia (Top 100 Albums)             | 42             |

| País/Parada (2000)                          | Melhor posição |
| ------------------------------------------- | -------------- |
| Estados Unidos (Billboard Top Latin Albums) | 6              |
| Estados Unidos (Billboard Latin Pop Albums) | 4              |
| Itália (Hit Parade)                         | 101            |
| Suécia (Sverigetopplistan)                  | 6              |

## Certificações e vendas
| País (Empresa)          | Certificação |
| ----------------------- | ------------ |
| Argentina (CAPIF)       | Platina      |
| Argentina (CAPIF) · DVD | Platina      |
| Espanha (PROMUSICAE)    | Ouro         |
| Estados Unidos (RIAA)   | 4× Platina   |
| Suécia (GLF)            | Platina      |

## Histórico de lançamento
| Região         | Data                    | Gravadora    | Formato | Número de catálogo | Refs.         |
| -------------- | ----------------------- | ------------ | ------- | ------------------ | ------------- |
| Estados Unidos | 27 de fevereiro de 2021 | Sony Discos  | CD      | LAK-84300/9-501938 | [ 1 ]         |
| Estados Unidos | 26 de fevereiro de 2002 | Sony Discos  | DVD     | LVD 84815          | [ 28 ]        |
| Hong Kong      | 28 de fevereiro de 2001 | Columbia     | CD      | 5019382            | [ 29 ]        |
| Taiwan         | 1 de março de 2001      | Sony Music   | CD      | 501938.2           | [ 30 ] [ 31 ] |
| Taiwan         | 1 de março de 2001      | Sony Music   | DVD     | 201320.9           | [ 30 ] [ 31 ] |
| Japan          | 11 de abril de 2001     | Epic Records | CD      | ESCA-8299          | [ 32 ]        |
| Japan          | 9 de março de 2002      | Epic Records | DVD     | EIBP-9             | [ 33 ]        |
| Argentina      | 2001                    | Sony Music   | CD      | 2-501938           |               |
| Argentina      | 23 de outubro de 2002   | Sony Music   | DVD     | 9-201320           | [ 34 ]        |